# 267 Tirza

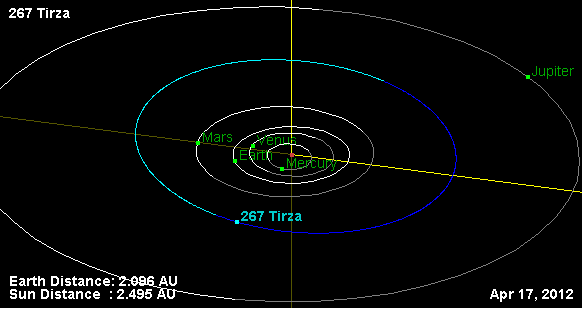

267 Tirza è un asteroide della fascia principale del diametro medio di circa 52,68 km. Scoperto nel 1887, presenta un'orbita caratterizzata da un semiasse maggiore pari a 2,7739354 UA e da un'eccentricità di 0,1028939, inclinata di 6,01245° rispetto all'eclittica.
Porta il nome di Tirza, una città citata nel Cantico dei Cantici.